# The Fighting Devil Dogs
The Fighting Devil Dogs é um seriado estadunidense de 1938, realizado pela Republic Pictures em 12 capítulos, estrelado por Lee Powell e Herman Brix, posteriormente conhecido como Bruce Bennett. É o 10º dos 66 seriados produzidos pela Republic, e foi dirigido por William Witney e John English. Embora não seja considerado, muitas vezes, um dos melhores seriados já feitos, pois contém reutilização de cenas e dois capítulos com reutilização de imagens, é famoso por seu vilão principal, The Lightning, o primeiro supervilão mascarado. Existe alguma especulação de que George Lucas possa ter utilizado The Lightning como modelo para seu personagem Darth Vader.
Uma versão resumida para 69 minutos foi lançada em 29 de janeiro 1943. No início dos anos 50, foi editado em seis capítulos de 26½ minutos para a televisão. Em 1966, foi editado como filme para TV, cada um com 100 minutos de duração, sob o título Torpedo of Doom.

## Sinopse
O misterioso vilão mascarado, The Lightning, pretende conquistar o mundo com seu arsenal de armas eléctricas avançadas. Em oposição a ele estão dois “Marines” estadunidenses, Tenente Tom Grayson (Lee Powell) e Tenente Frank Corby (Herman Brix). Grayson Grayson tem uma razão especial para derrotar The Lightning, pois ele matou o seu pai, mas antes precisam descobrir a verdadeira identidade do Lightning. Os dois fuzileiros são apoiados por um grupo que inclui o Coronel Grayson, pai de Tom, Warfield, rico fabricante de maquinária elétrica, Janet, sua assistente, e Crenshaw, famoso inventor. Aos poucos, torna-se óbvio que um deles é o vilão.

## Elenco
- Lee Powell … Tenente Tom Grayson
- Herman Brix … Tenente Frank Corby
- Eleanor Stewart … Janet Warfield
- Montagu Love … General White
- Hugh Sothern … Ben Warfield
- Sam Flint … Coronel Grayson
- Perry Ivins … Crenshaw
- Forrest Taylor … Benson
- John Picorri … Prof Gould
- Thomas Carr (não-creditado)
- Tom London	 ...	Capanga Wilson [Chs. 2-5, 9]
- Edmund Cobb	 ...	Capanga Ellis [Chs. 2, 4-6]
- Monte Montague ... Jacobs (não-creditado)

## Produção
The Fighting Devil Dogs foi orçado em $94,656 dólares, mas seu custo final foi $92,569, sendo um dos únicos seriados pré-guerra da Republic feitos abaixo do orçamento. Foi o seriado mais barato da Republic em 1938, e o segundo seriado mais barato entre todos feitos pela Republic. Tem dois capítulos em que o enredo reutiliza cenas anteriores, e a reutilização de cenas é constante. O mais barato seriado da Republic foi The Vigilantes Are Coming (1936), com o custo de $87,655 dólares, e o próximo seriado da Republic com baixo custo, após The Fighting Devil Dogs, foi Undersea Kingdom (também em 1936), de $99,222 dólares. Um dos diretores, William Witney, acreditava ser esse um dos piores seriados que fizera.
Foi filmado entre 10 de março e 29 de março de 1938, e foi o seriado nº 793.
A asa voadora de The Lightning era proveniente do seriado anterior, Dick Tracy. Aviação foi um dos mais populares temas de seriados no início dos anos 30, ao lado de Westerns e filmes de selvas. Era esperado que o tema aviação desbancasse o gênero Western como o mais popular, mas a ficção científica tomou o seu lugar. Stedman alega que o elemento de ficção científica “asa voadora” marcou o início do processo que matou o interesse comum pela aviação.

## Lançamento

### Cinemas
A estreia oficial de The Fighting Devil Dogs' foi em 28 de maio de 1938, apesar de atualmente essa data ser considerada a data de liberação do 6º capítulo.
Uma versão resumida para 69 minutos foi lançada em 29 de janeiro 1943, sendo um dos 14 seriados da Republic transformados em filme.

### Televisão
No início dos anos 50, The Fighting Devil Dogs foi um dos 14 seriados da Republic editados em seis capítulos de 26½ minutos para a televisão. Subsequentemente, foi um dos 26 seriados da Republic editados como filmes para televisão em 1966, cada um com 100 minutos de duração. O título dessa versão foi Torpedo of Doom.

## Crítica
The Fighting Devil Dogs é, na opinião de Cline, um dos maiores seriados de mistério já realizados, com um colorido vilão misterioso, com uma movimentada trilha sonora e magnífica edição. Ele também observa que "é aparentemente um dos menos dispendiosos" seriados já lançados, com dois capítulos de repescagem e trechos retirados de noticiários e de seriados anteriores. Ele afirma que o seriado deve ser incluído em "qualquer lista dos dez melhores da era sonora".

## Capítulos
1. The Lightning Strikes (29 min 28s)
2. The Mill of Disaster (15 min 56s)
3. The Silenced Witness (15 min 50s)
4. Cargo of Mystery (15 min 47s)
5. Undersea Bandits (16 min 17s)
6. The Torpedo of Doom (16 min 24s)
7. The Phantom Killer (14 min 47s)
8. Tides of Trickery (14 min 34s)
9. Attack from the Skies (15 min 07s)
10. In the Camp of the Enemy (14 min 29s)
11. The Baited Trap (17 min 24s)
12. Killer at Bay (17 min 39s)

Fonte: